# A Love of Long Ago
A Love of Long Ago è un cortometraggio muto del 1912 diretto da George Nichols.

## Produzione
Il film - che fu girato a St. Augustine, in Florida - venne prodotto dalla Thanhouser Film Corporation.

## Distribuzione
Distribuito dalla Motion Picture Distributors and Sales Company, il film - un cortometraggio di una bobina - uscì nelle sale cinematografiche USA il 9 aprile 1912.